# Екологични региони на Северна Америка
Екологичните региони на Северна Америка (на английски: Ecological Regions of North America, на испански: Regiones ecológicas de América del Norte, на френски: Régions écologiques de l'Amérique du Nord) е система за физикогеографска класификация на екорегионите в Северна Америка, създадена през 1997 година от Комисията за сътрудничество в областта на околната среда към Северноамериканското споразумение за свободна търговия.
Системата дефинира четири нива на географска класификация, обхващащи териториите на Канада, Съединените щати (без Хаваи) и Мексико.

## Региони от Ниво I
1.0. Арктическа Кордилера
2.0. Тундра
3.0. Тайга
4.0. Хъдсънова равнина
5.0. Северни гори
6.0. Северозападни гористи планини
7.0. Морски гори на Западното крайбрежие
8.0. Източни умерени гори
9.0. Велики равнини
10.0. Северноамерикански пустини
11.0. Средиземноморска Калифорния
12.0. Южни полупустинни плата
13.0. Умерени сиери
14.0. Сухи тропични гори
15.0. Влажни тропични гори